# Pieris virginiensis
Pieris virginiensis är en fjärilsart som beskrevs av Edwards 1870. Pieris virginiensis ingår i släktet Pieris och familjen vitfjärilar. Inga underarter finns listade i Catalogue of Life.

## Bildgalleri

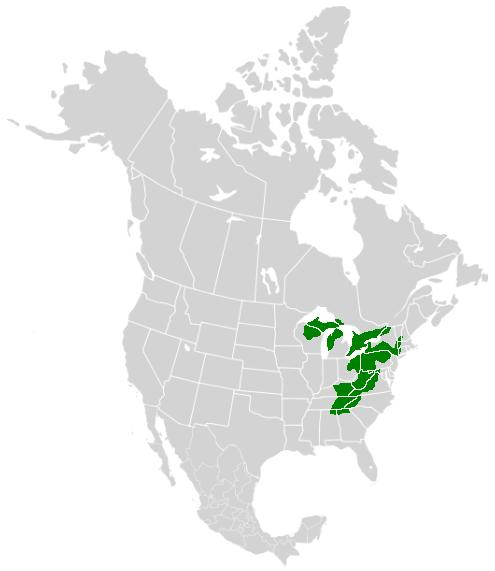